# Романовское (Костромская область)
Романовское — опустевшая деревня в Чухломском муниципальном районе Костромской области. Входит в состав Петровского сельского поселения

## География
Находится в северной части Костромской области на расстоянии приблизительно 21 км на восток-юго-восток по прямой от города Чухлома, административного центра района.

## История
В 1872 году здесь было учтено 19 дворов, в 1907 году —15.

## Население
Постоянное население составляло 81 человек (1872 год), 65 (1897), 69 (1907), 0 как в 2002 году, так и в 2022.